# Oncostoma olivaceum
Oncostoma olivaceum é uma espécie de ave da família Tyrannidae.
Pode ser encontrada nos seguintes países: Colômbia e Panamá.
Os seus habitats naturais são: florestas subtropicais ou tropicais húmidas de baixa altitude e florestas secundárias altamente degradadas.